# Zorge (anello centrale di Mosca)
Zorge (in russo Зорге?) è una stazione dell'anello centrale di Mosca. La stazione si trova al confine dei quartieri di Chorošëvo-Mnëvniki, Chorošëvskij e Ščukino nel distretto settentrionale della capitale russa. La stazione è intitolata a Richard Sorge, una delle più celebri spie al servizio dei sovietici durante la seconda guerra mondiale.
Inaugurata nel novembre 2016, è stata una delle ultime stazioni della linea ad essere aperta. Nel 2017 è stata utilizzata da circa 6000 passeggeri al giorno.